# لي لانجوان
لي لانجوان (مواليد سنة 13 سبتمبر 1947) (بالصينية: 李兰娟) هي اختصاصية صينية في علم الأوبئة وطب الكبد. وهي أستاذة في كلية الطب بجامعة جيجيانغ، وأكاديمية في الأكاديمية الصينية للهندسة، وتعمل مديرة مختبر الدولة الرئيسي لتشخيص وعلاج الأمراض المعدية. لقد قامت بتطوير (Li-NBAL)، وهو نظام دعم كبد صناعي يستخدم على نطاق واسع للحفاظ على حياة الأشخاص الذين يعانون من فشل كبدي حاد.
فازت لانجوان بجوائز وطنية متعددة لدورها في مكافحة أوبئة السارس، وH1N1، وH7N9.

## حياتها وتعليمها
ولدت لانجوان في 13 سبتمبر 1947 في عائلة فلاحية فقيرة في شاوكسينج بمقاطعة جيجيانغ. تفوقت في دراساتها واختبرت في مدرسة هانغتشو الثانوية، إحدى المدارس الرئيسية في المقاطعة.
بعد التخرج، أصبحت معلمة بديلة في المدرسة المتوسطة في بلدتها. كما درست وخز بالإبر في مستشفى جيجيانغ للطب الصيني، وأجرت الوخز بالإبر للشيوخ المحليين. طلبت منها قريتها فيما بعد بأن تصبح ضمن الأطباء الحفاة، وقبلت العرض على الرغم من أنها تدفع أقل بكثير من وظيفتها التعليمية. في عام 1970، عندما بدأت الجامعات الصينية في قبول طلاب العمال والفلاحين والجنود، أوصتها بلدتها بالدراسة في جامعة جيجيانغ الطبية (الآن كلية الطب بجامعة جيجيانغ).